# Keyvan Khosrovani
Keyvan Khosrovani (en persan : کیوان خُسرُوانی) est un architecte, designer et couturier iranien, né à Téhéran, Iran, en 1938. Il réside à Paris. Ayant effectué ses études aux États-Unis, en Iran, en France et en Italie, il possède une formation internationale diversifiée.
Il a commencé ses études en architecture en 1957 à l'Université de Berkeley aux États-Unis. Après un an, en raison de son désir de résider dans son pays natal, il est retourné en Iran. En 1962, il a terminé ses études avec un diplôme de haut niveau en architecture au niveau de la maîtrise à l'Université de Téhéran, sous la direction de Houshang Seyhoun. Puis, grâce à une bourse du gouvernement français, il a étudié pendant deux ans à l'École Nationale Supérieure des Beaux-Arts de Paris.
En 1965, il a collaboré avec les architectes britanniques Jane Drew et Maxwell Frye sur le projet de l'Université de Sheffield. Ensuite, en 1966, il a terminé un cours d'un an de spécialisation en conservation et restauration des monuments historiques, offert par l'UNESCO, à l'Université d'architecture de Rome.
Après son retour en Iran en 1966, il a participé au premier festival des arts de Shiraz - Persépolis. Il était le concepteur d'éclairage pour l'illumination de Persépolis et de Hafezieh et le designer des amphithéâtres pour le festival. Son profond respect pour la culture iranienne l'a conduit à promouvoir la musique classique persane pour la télévision iranienne, fournissant à la chaîne, neuf programmes de concerts solo d'artistes iraniens en tant que producteur bénévole.
En raison de son intérêt pour la préservation des artisanats traditionnels iraniens, il a passé plusieurs années à travailler sur la revitalisation du tissage traditionnel en Iran; la soie d'Isfahan, le "Oskou" (la technique de tissage) , le "Qalamkar" (impression sur tissu), le "Cheshmé douzi" d'Ispahan et la "Souzan douzi" (la broderie) de Balouchistan.
Le résultat de cette attention particulière a été que, pendant 13 ans, il fut le créateur pro bono, bénévole et non rémunéré de la garde-robe officielle de l'impératrice Farah Pahlavi et de la famille royale, jouant un rôle essentiel dans la renaissance des artisanats et des tissus iraniens. comme l'a déclaré Keyvan Khosrovani lui-même dans une de ses interviews: "cette réalisation n'aurait pas été possible sans la volonté de l'impératrice d'Iran". Il a su les hisser au niveau de ses créations pour la Haute Couture Royale Exclusive. 
Parallèlement, il a ouvert ses propres boutiques, "Number One" et "Miss Number One", grâce auxquelles il a révolutionné le style de la jeune génération iranienne.
En 1999, quatre de ses créations destinées à l'impératrice d'Iran ont été données par lui-même au Palais Galliera, Musée de la Mode de la ville de Paris, en tant que partie de la collection permanente du musée.
Cependant, au cours de sa carrière professionnelle, il a également travaillé et joué un rôle dans plusieurs projets d'architecture. l'un de ses projets architecturaux est le « Mehmansaray-e-Naïn » (en persan: مهمانسرای نائین), qui a été construit en 1967 dans la ville de Nain à la demande du ministère du Tourisme. En 1969, il a également conçu et réalisé bénévolement une bibliothèque pour le Kanoun-e-Parvaresh Fekri Koudakan va Nojavanan [le Centre pour le Développement Intellectuel des Enfants et des Adolescents] dans le quartier de Gowd-e-Zanbourk Khouneh (un quartier populaire à Téhéran). En plus de ces projets, il avait conçu une villa familiale dans le quartier de Farmanieh à Téhéran pour sa propre famille, qui a été détruite après la Révolution islamique.
Depuis son installation à Paris en 1978, un an avant la révolution islamique en Iran, Khosrovani a poursuivi ses activités culturelles pour promouvoir l'héritage iranien. pendant son exil, il a accepté de contribuer bénévolement en tant qu'architecte, sur le projet « Persian Shabestan » dans la Grande Mosquée de Paris (un monument historique de 1924), à la demande de l'ambassade de la République islamique d'Iran.

Inn de Nain, 1967
Kanoon bibliothèque, 1969
Villa Farmanieh - jours avant la démolition.
L'impératrice Farah Pahlavi porte une des robes de Haute Couture conçues par Keyvan Khosrovani dans le cadre de sa collection pour la maison royale.